# Mount Burley
Mount Burley ist ein 895 m hoher Berg an der Nordküste Südgeorgiens. Er ragt 3 km südwestlich der Doris Bay und etwa 2,5 km westlich des Mount Back auf.
Das UK Antarctic Place-Names Committee benannte ihn 1971 nach Malcolm Keith Burley (1927–2010) von der Royal Navy, Leiter der British Combined Services Expedition (1964–1965) zur Vermessung dieses Gebiets.